# واهان مالزیان
واهان فرانگیولی مالزیان (ارمنی: Վահան Ֆրանկյուլի Մալեզեան؛ انگلیسی: Vahan Malezian; ‏۲۱ سپتامبر ۱۸۷۱ – ۱۸ مارس ۲۰۲۵) یک نویسنده، مترجم، شاعر، و فعال سیاسی ارمنی بود.

## زندگی
واهان مالزیان در سال ۱۸۷۱ میلادی شهر سولینا، کشور رومانی به دنیا آمد، اما در همان سال به همراه خانواده اش به شهر کنستانتینوپول نقل مکان نمود. تحصیلات ابتدایی را در مدرسه خصوصی «هاکوپ گورگِن» (Hagop Gurgen) کسب نمود، سپس در مدرسه حقوق شرکت نمود که در سال ۱۸۹۵ میلادی از آنجا فارغ‌التحصیل شد.
در سال ۱۸۹۶ میلادی وی به شهر مرسین نقل مکان نمود، جایی که وی به اتهام فعالیت‌های انقلابی به مدت یکسال زندانی شد. مالزیان در بخش‌های مختلف جهان زندگی خویش را گذارند. قاهره (۱۹۲۳–۱۸۹۸)، بروکسل (۲۷–۱۹۲۳)، پاریس/مارسی (۴۵–۱۹۲۷)، و نیویورک سیتی (۴۷–۱۹۴۵); وی سرانجام در سال ۱۹۴۸ میلادی در شهر نیس کشور فرانسه اقامت گزید.
واهان مالزیان یکی از بنیانگذاران حزب «ساهمانادران رامگاوار» (قانون اساسی دموکراتیک) در شهر قاهره بود، که دیرتر این حزب برای تشکیل حزب لیبرال دموکرات ارمنی (حزب سیاسی دموکراتیک ارمنستان) با دیگر سازمان‌ها ادغام شد.
او سمت‌های مدیریتی در اتحادیه خیریه عمومی ارمنیان، که در سال ۱۹۰۶ میلادی در شهر قاهره بنیانگذاری شده بود، در دست داشت.

## شعری از واهان مالزیان به نام (عشق چیست)
عشق چیست؟
گاهی جرقه‌ای که می‌سوزاند گاهی هم شعله که می فسرد.
طعمه‌ای، افسونی همچو پروانه‌های طلا تاب
عشق آن پرنده سرکشی ست که شاخه به شاخه می‌پرد
خاطره‌ای که بیدار می‌ماند در قلب جاودانه اسیر.
عشق لبخندی رنگارنگ است و بوسه‌ای تفتیده و سوزان از لذت.
عشق باده‌ای ست یا آنکه زهری جام طلائی مستی بخش
عشق چیست؟
آن الهه‌ای ست که تاج نورانی زیبای هزاران بوسه لذتناک طغیانگر دارد.
و در دستانش دسته‌ای گل وحشی
عشق وحشتی ست یا آنکه فریادی
عشق شکی ست بی نجوا، گاه زنجیری ست گاهی هم صلیب
که قلب بی شکوه‌ای حتی بر دوش می‌کشد
عشق چیست؟
شاید که لحظه‌ای از امیدی فریبنده یا آنکه از یقین.
قلب جاودانه می‌تپد، اما عشق خوابی ست که می‌گذرد.